# لي بيل
لي بيل (بالإنجليزية: Lee Bell)‏ (26 يناير 1983 في المملكة المتحدة - ) هو لاعب كرة قدم بريطاني في مركز الوسط. لعب مع شروزبري تاون وماكليسفيلد تاون ونادي بيرتن ألبيون ونادي كرو ألكساندرا ونادي مانسفيلد تاون.

## وصلات خارجية
- لي بيل على موقع قاعدة بيانات كرة القدم.إي يو (الإنجليزية)
- لي بيل على موقع Soccerbase.com (لاعب) (الإنجليزية)